# Stummelschwanzhörnchen
Das Stummelschwanzhörnchen oder Biberhörnchen (Aplodontia rufa) ist ein urtümliches Nagetier Nordamerikas. Oft wird für dieses Tier auch der vom englischen Namen „Mountain Beaver“ übertragene Name „Bergbiber“ verwendet; eine nähere Verwandtschaft zu den Bibern besteht allerdings nicht.

## Merkmale

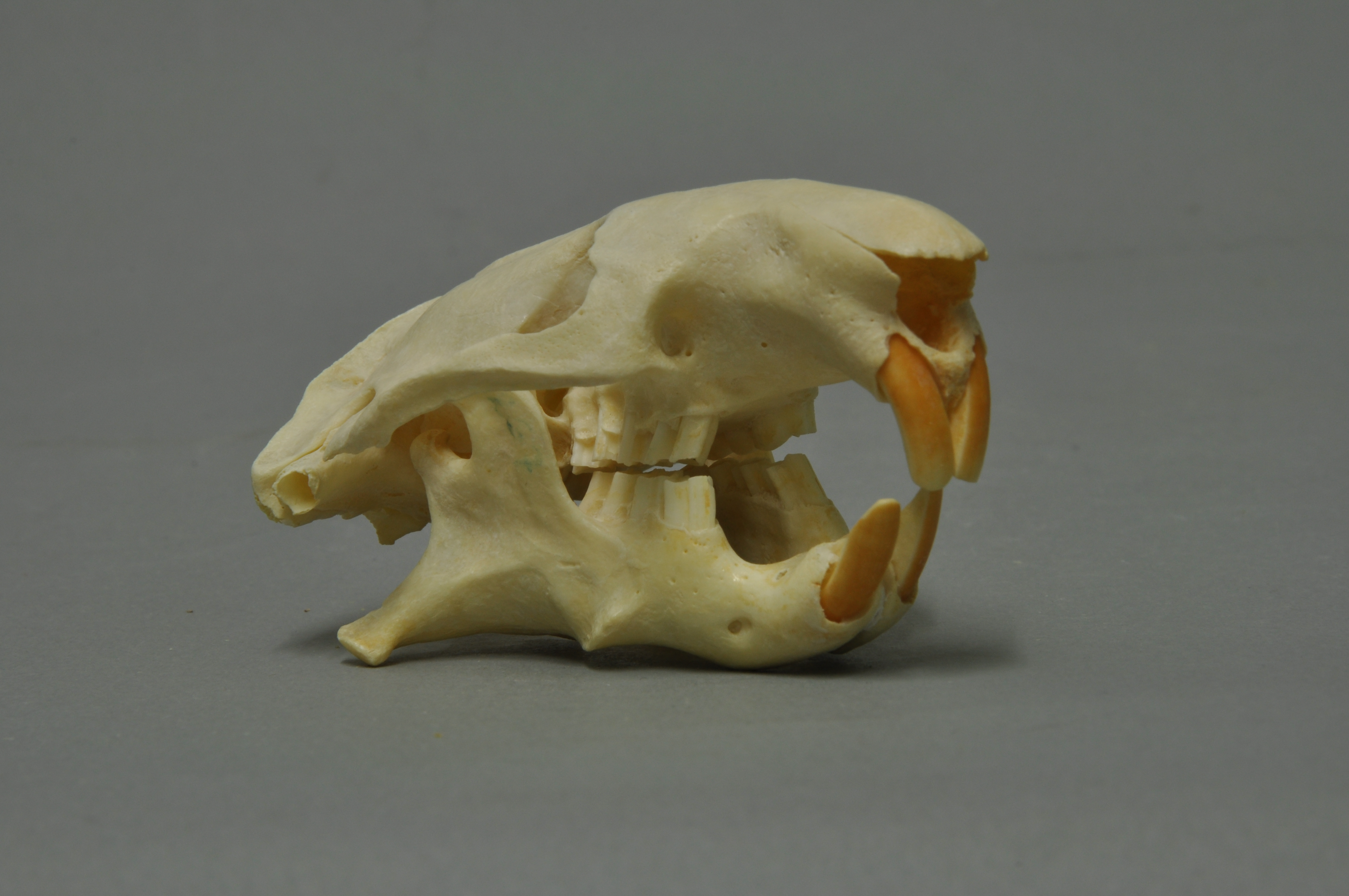
Schädel

Im Körperbau erinnert das Stummelschwanzhörnchen entfernt an eine Bisamratte ohne Schwanz. Es ist gedrungen und walzenförmig gebaut und hat sehr kurze Gliedmaßen. Ohren und Augen sind winzig und fast im Fell verborgen. Die Kopfrumpflänge beträgt etwa 40 cm, der nur 2 cm kurze Schwanz ist kaum sichtbar. Mit einem Gewicht von 800 g (ausnahmsweise bis 1,8 kg) ist das Stummelschwanzhörnchen ein relativ schweres Nagetier.
Das Fell hat eine gräulichbraune bis rotbraune Farbe und besteht aus kurzen Haaren. Mit zunehmendem Alter werden die Tiere dunkler.

## Verbreitung und Lebensraum

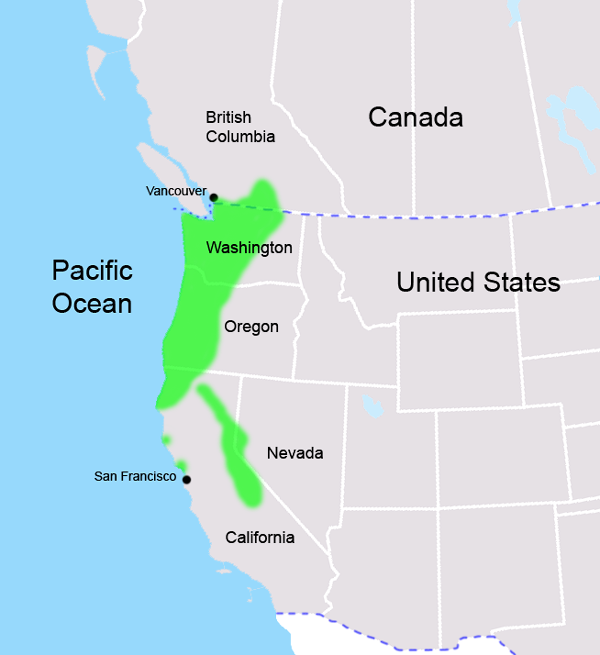
Verbreitung des Stummelschwanzhörnchens

Das Verbreitungsgebiet zieht sich in einem Streifen über den äußersten Westen Nordamerikas, der vom südlichen British Columbia bis ins mittlere Kalifornien reicht. Trotz des englischen Namens "Mountain Beaver" meidet es die Höhen der Rocky Mountains und ist eher in tieferen Lagen verbreitet. Der Lebensraum sind Wälder, in denen das Stummelschwanzhörnchen dichtes Gestrüpp zum Verbergen vorfindet. Die Nähe von Wasser ist Voraussetzung; die Baue findet man an Flussufern oder in Sümpfen.

## Lebensweise
In der feuchten Erde des sumpfigen Habitats baut das Stummelschwanzhörnchen seine Gänge, die etwa 20 cm Durchmesser haben. Von einer zentralen Kammer führen mehrere Gänge zu den Öffnungen, an denen Nahrungsquellen gefunden werden. Das Tier bleibt stets in der Nähe eines Eingangs. Die Gänge werden regelmäßig gereinigt und erweitert. Mit der Zeit entstehen auf diese Weise auch tote Bereiche des Gangsystems, die von anderen Tieren wie Kaninchen und Rothörnchen verwendet werden. Stummelschwanzhörnchen halten keinen Winterschlaf, legen für den Winter aber Nahrungsvorräte an. Sie sind tag- und nachtaktiv.
Die Nahrung besteht aus allen Arten grünen Pflanzenmaterials. Nur wenn im Winter die Nahrung knapp wird, frisst es zur Not auch Zweige und Rinde. Um an Blätter zu kommen, klettert es in Sträucher und kleine Bäume; hierbei steigt es von Zweig zu Zweig, kann aber keine Stämme emporklettern.
Stummelschwanzhörnchen haben einen schlechten Sehsinn, aber ein scharfes Gehör und einen guten Tastsinn.
Stummelschwanzhörnchen sind Einzelgänger, die ihre Baue gegen Artgenossen verteidigen. Zwischen Januar und März finden sich Paare für kurze Zeit zusammen und trennen sich gleich nach der Paarung. Nach einer Tragzeit von dreißig Tagen kommen zwei oder drei Junge zur Welt. Die ersten fünfzig Lebenstage bleiben die Augen der Jungtiere geschlossen. Acht Wochen lang werden sie gesäugt und verlassen in dieser Zeit das Nest nicht. Erst mit zwei Jahren erreichen sie die volle Größe und die Geschlechtsreife. Die Lebensdauer beträgt fünf bis sechs Jahre.

## Stummelschwanzhörnchen und Menschen
Da es in Sümpfen lebt, bleibt der Schaden, den Stummelschwanzhörnchen in der Landwirtschaft anrichten, gering. Sie sollen allerdings bei einer Populationshäufung die Triebe junger Bäume schädigen.
Umgekehrt werden in manchen Regionen Stummelschwanzhörnchen durch die Trockenlegung ihrer Habitate sehr selten. Zwei Unterarten werden mittlerweile von der IUCN als gefährdet eingestuft: das Point-Arena-Stummelschwanzhörnchen (A. r. nigra) aus dem kalifornischen Mendocino County und das Point-Reyes-Stummelschwanzhörnchen (A. r. phaea) aus der Umgebung der Bucht von San Francisco.

## Systematik und Evolution
Das Stummelschwanzhörnchen hat unter den lebenden Nagetieren keine näheren Verwandten. Oft wird es als besonders urtümlicher Vertreter der Nagetiere angesehen, und tatsächlich kennt man fossile Vertreter der Familie Aplodontiidae bereits aus dem Eozän. Die Familie entstand vermutlich in Nordamerika und breitete sich im Oligozän und Miozän auch in Eurasien aus, wo sie vor dem Beginn des Pliozäns wieder verschwand. Das Stummelschwanzhörnchen ist der letzte Überlebende dieser Familie.
Aus der Verwandtschaft der Aplodontiidae sind einige Familien fossil belegt: Die Ischyromyidae (früher Paramyidae) traten bereits im Paleozän auf und sind die ältesten bekannten Vertreter der Nagetiere. Sie waren bis ins Eozän sehr artenreich verbreitet. Weitere Familien, die im Miozän ihren Höhepunkt hatten, waren die Allomyidae und die Mylagaulidae. Letztere waren durch Hornbildungen auf der Nase gekennzeichnet. Alle zusammen werden diese Familien zu einem Taxon namens Protrogomorpha zusammengefasst, das an der Basis der Nagetiere anzusiedeln ist.
|      | Allomyidae                                                     |
|      |                                                                |
| N.N. | \| \| Mylagaulidae \| \| \| \| \| \| Aplodontiidae \| \| \| \| |
|      | \| \| Mylagaulidae \| \| \| \| \| \| Aplodontiidae \| \| \| \| |
|      | Mylagaulidae                                                   |
|      |                                                                |
|      | Aplodontiidae                                                  |
|      |                                                                |

|  | Mylagaulidae  |
|  |               |
|  | Aplodontiidae |
|  |               |

|      | Allomyidae                                                     |
|      |                                                                |
| N.N. | \| \| Mylagaulidae \| \| \| \| \| \| Aplodontiidae \| \| \| \| |
|      | \| \| Mylagaulidae \| \| \| \| \| \| Aplodontiidae \| \| \| \| |
|      | Mylagaulidae                                                   |
|      |                                                                |
|      | Aplodontiidae                                                  |
|      |                                                                |

|  | Mylagaulidae  |
|  |               |
|  | Aplodontiidae |
|  |               |

## Sonstiges
Ein Parasit des Stummelschwanzhörnchens, Hystrichopsylla schefferi, ist mit einer Länge von 9 mm der größte Floh der Welt.
In der Sprache der Chinook-Indianer heißt das Stummelschwanzhörnchen Sewellel – dieser Name findet in englischsprachiger Literatur zunehmende Verbreitung. Die Chinook nutzten das Fell der Tiere, um Kleidung daraus herzustellen.
Der wissenschaftliche Name Aplodontia bedeutet so viel wie „einfach bezahnt“.